# Sircape

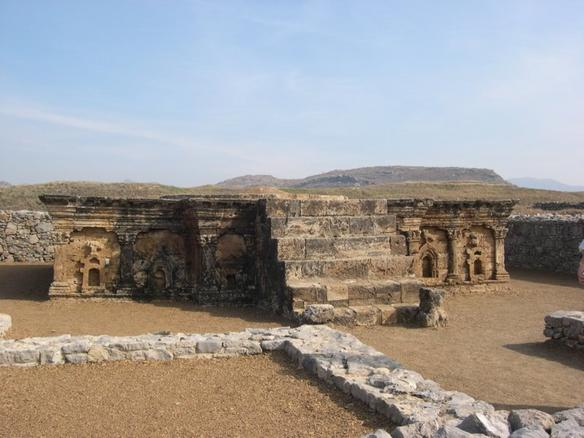
Stupa de uma águia de duas cabeças em Taxila. Pórticos budistas, hindus e gregos, entre colunas corintianas

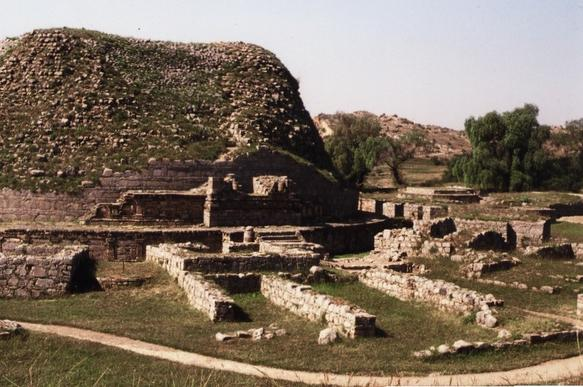
Stupa em Taxila

Sircape (Sirkap) é um sítio arqueológico na cidade de Taxila, Punjabe, Paquistão. A cidade foi construída pelo rei greco-bactriano Demétrio, depois de ter invadido a Índia por volta de 180 a.C.. Demétrio fundou, no norte e no noroeste do sub-continente indiano, um Reino Indo-Grego que duraria até 10 a.C. (aproximadamente). Dizem que Sircape também foi reconstruída pelo rei Menandro I.

## Uma cidade grega

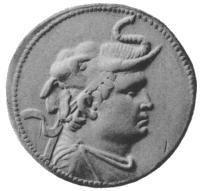
O rei greco-bactriano Demétrio, fundador de Sircape

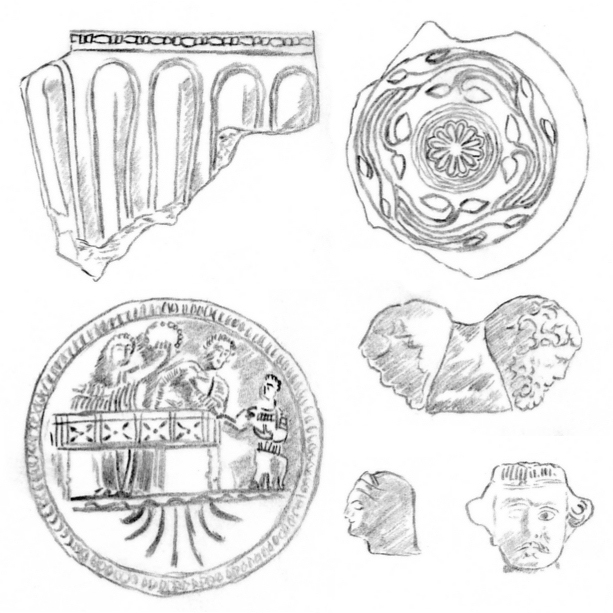
Principais artefatos arqueológicos indo-gregos em Taxila

O sítio de Sircape foi construído de acordo com a característica hipodamiana das cidades gregas. É organizado em uma avenida principal e quinze ruas perpendiculares, cobrindo uma superfície de aproximadamente 1200x400 metros, cercada por um muro de 5-7 metros de largura e 4,8 quilômetros de comprimento. As ruínas são caracteristicamente gregas, semelhantes àquelas de Olinto, na Macedônia.

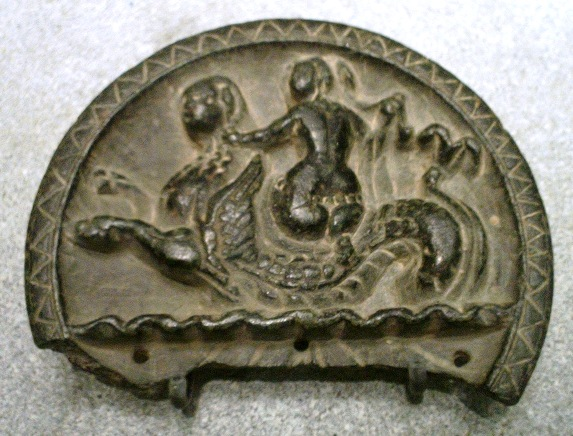
Nereida em um monstro-do-mar Ceto, Sircape, século II a.C.

Vários artefatos helenísticos foram encontrados, em particular moedas de reis greco-bactrianos e desenhos em pedras representando cenas mitológicas gregas. Alguns deles são puramente helenísticos, enquanto outros indicam a evolução dos estilos greco-bactrianos encontrados em Ali-Khanoum a estilos mais indianizados. Por exemplo, acessórios como braceletes de tornozelo indianos podem ser encontrados em algumas representações de personagens mitológicos gregos como Ártemis.
Logo após a sua construção pelos gregos, a cidade foi reconstruída durante as incursões dos indo-citas, e depois pelos indo-partas, após um sismo em 30.

## Construções religiosas
Estupas budistas com elementos decorativos helenísticos podem ser encontrados no sítio de Sircape (estupa das duas águias), bem como um templo hindu, indicando uma forte interação entre culturas religiosas. Um templo religioso grego da ordem iônica também é visível no sítio próximo de Jandial (650 metros de Sircape), mas existe uma possibilidade de que esse templo possa ter sido dedicado a um culto zoroastriano.
O sítio de Sircape foi testemunha da atividade de construção de cidades pelos indo-gregos durante a sua ocupação do território indiano por dois séculos (aproximadamente), como bem a sua integração com outras religiões, especialmente com o budismo.

## Visita por Apolônio de Tiana
O filósofo grego Apolônio de Tiana é associado a ter visitado a Índia, em especial a cidade de Taxila, no século I Ele descreve construções tipicamente gregas, provavelmente referindo-se a Sircape:
"Taxila, contam, é quase tão grande quanto o Nínive, e foi muito bem fortificado à maneira das cidades gregas."
"Eu já descrevi a maneira como a cidade é murada, mas dizem que foi dividida em ruas estreitas da mesma maneira irregular que Atenas, e que as casas foram construídas de tal modo que, se olhá-las de fora, somente terão um andar, enquanto, se entrar em uma, de uma vez encontrará câmaras subterrâneas estendendo-se tão abaixo do nível da terra quanto as câmaras acima delas."

## Galeria

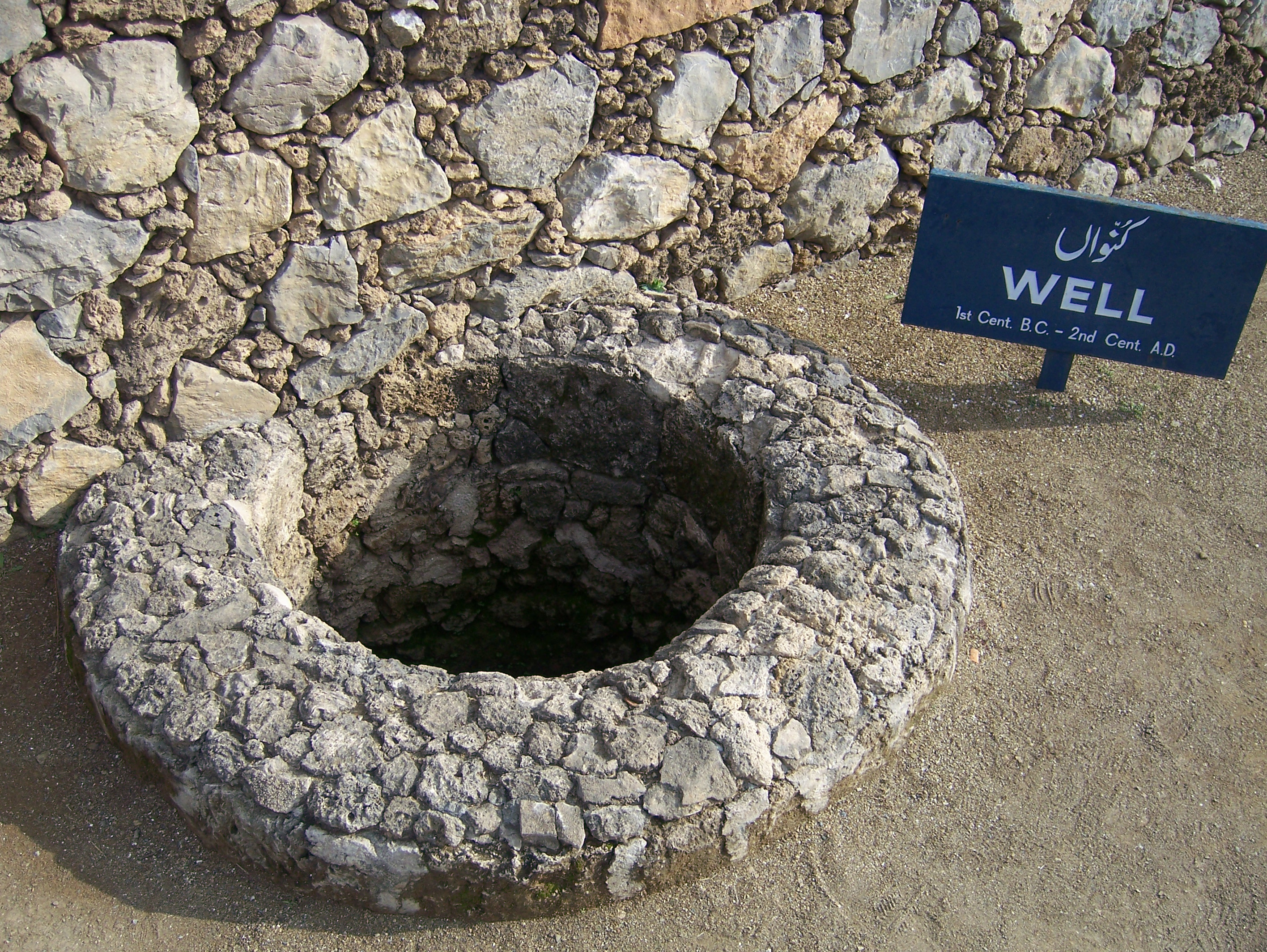
Poço em Sircape.
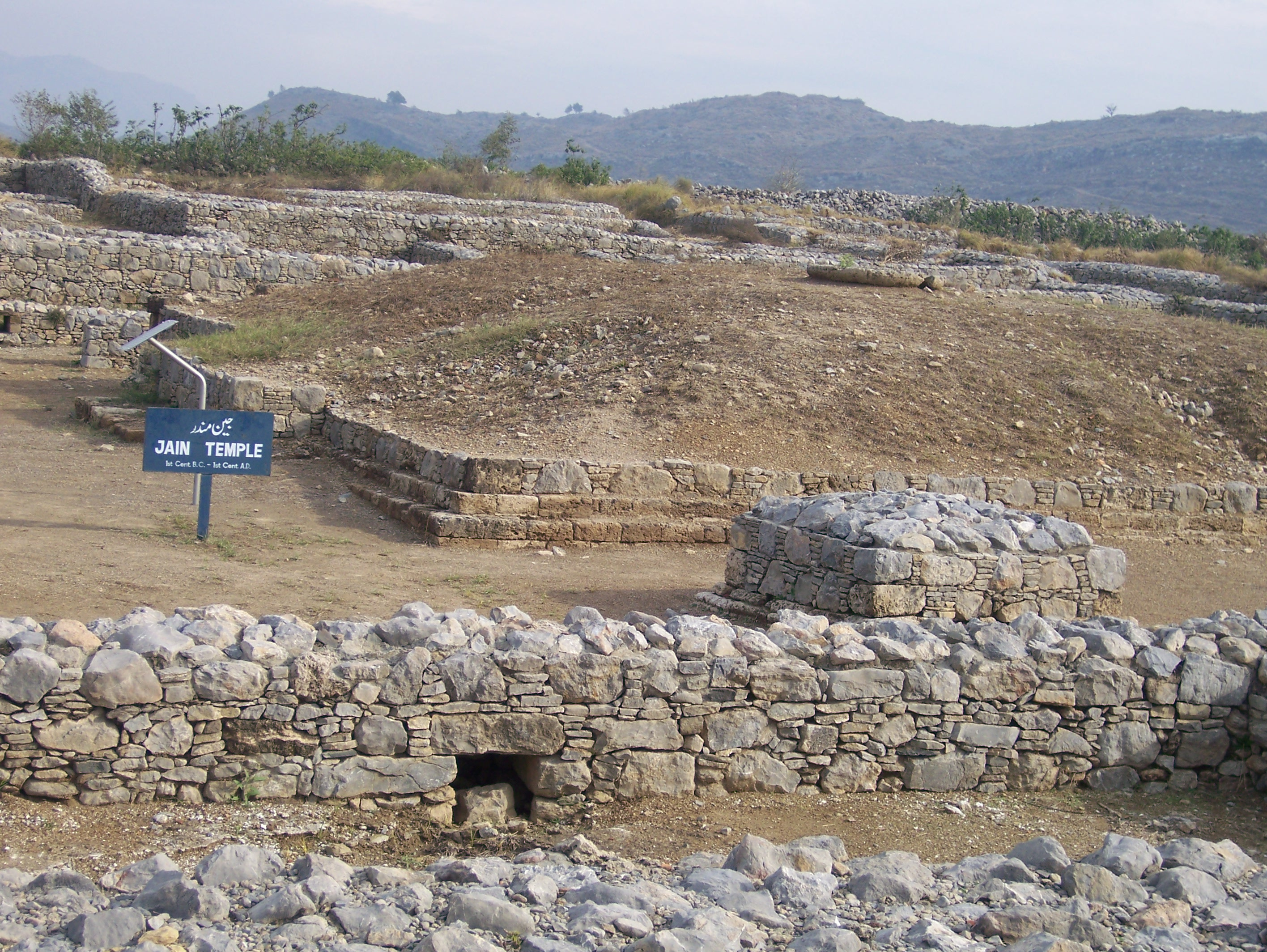
Templo jaina em Sircape.
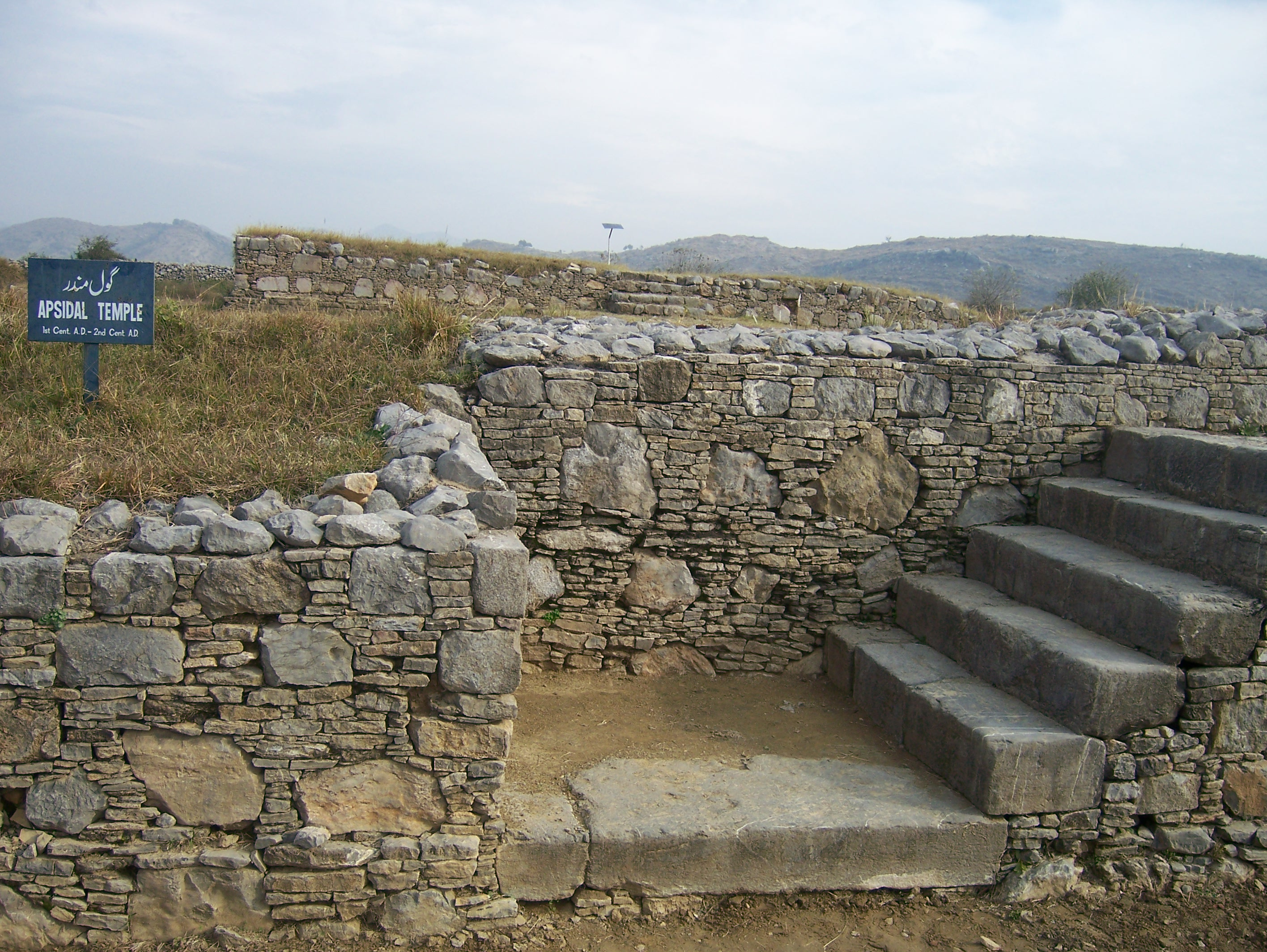
Templo Absidal, em Sircape.
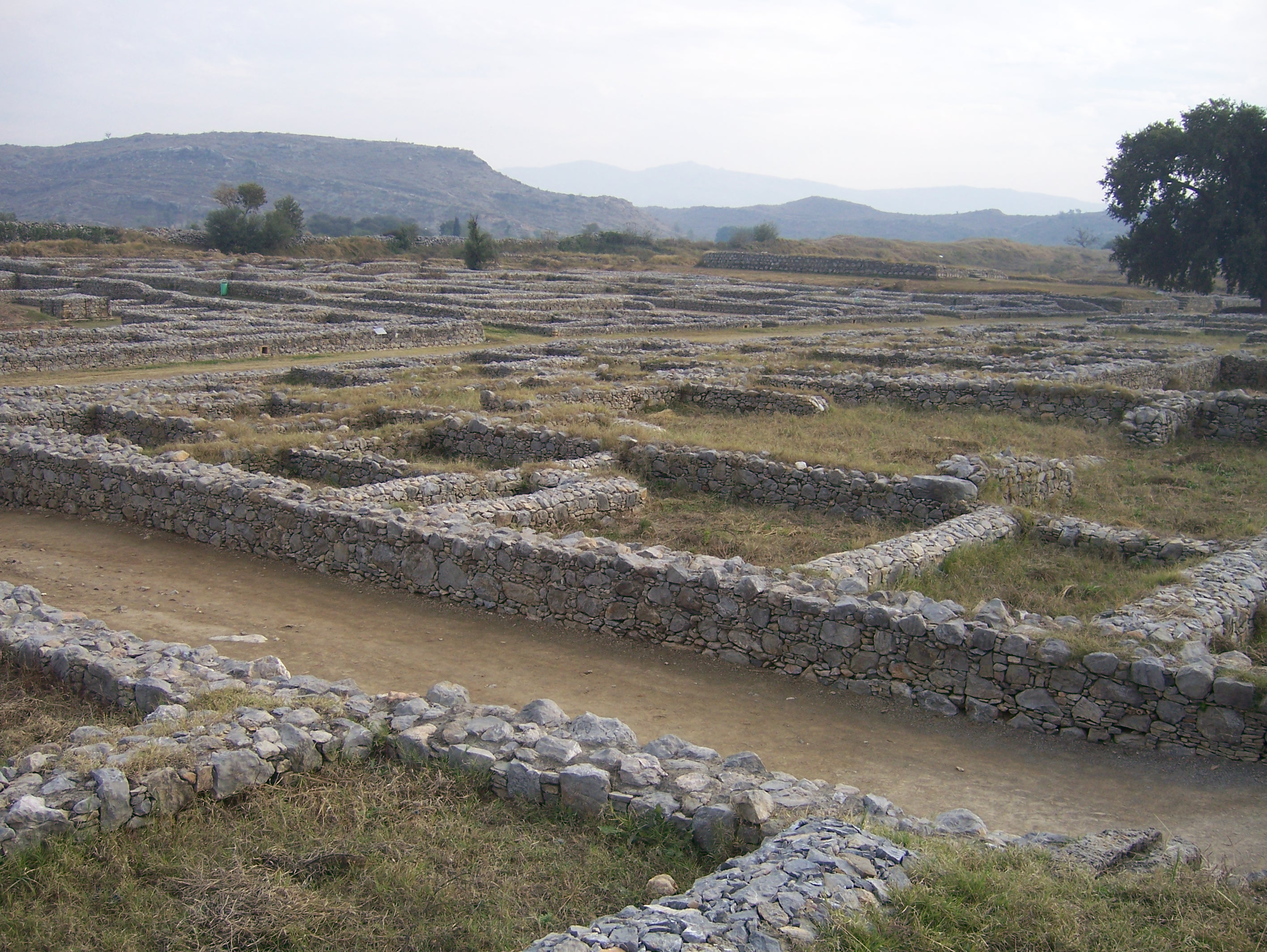
Ruas da cidade de Sircape.
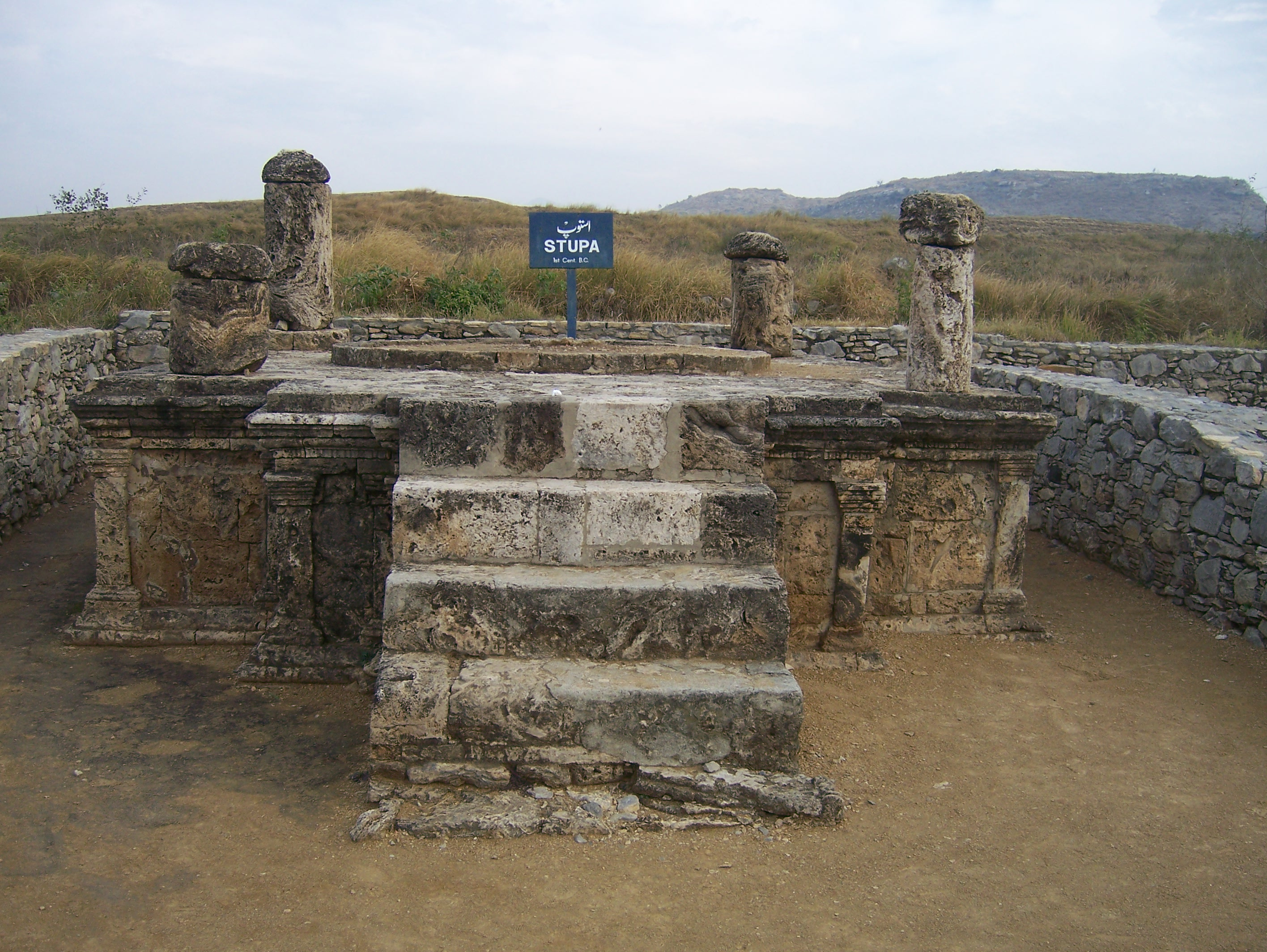
Estupa do século I a.C..